# Mamirolle
Mamirolle község (település) Franciaország Burgundia-Franche-Comté régiójában, Doubs megyében. Új községként 2025. január 1-jén jött létre a korábbi Mamirolle és Le Gratteris község egyesítésével. Az egyesülésekor az új község lélekszáma 2012 főre nőtt.
Lakosainak száma 1974 fő (2022. január 1.). Mamirolle Tarcenay-Foucherans, La Chevillotte, Naisey-les-Granges, Trépot és Saône községekkel határos.

## Népesség
A település népességének változása:

| 2021 | 1 959 |
| 2022 | 1 974 |